# Oberbalm
Oberbalm (berndeutsch Oberbaum [ˈɔb̥əɾˌb̥a͜um]) ist eine Einwohnergemeinde im Verwaltungskreis Bern-Mittelland des Kantons Bern in der Schweiz.

## Geographie
Oberbalm befindet sich in einer voralpinen Hügelregion zwischen Bern und Schwarzenburg. Der tiefste Punkt liegt auf rund 650 m ü. M. am Scherlibach, wo die Gemeinde an ihr wichtigstes Nachbardorf Niederscherli in der Gemeinde Köniz grenzt, der höchste Punkt auf dem Tschuggenhubel auf 987 m ü. M. nahe der Grenze zur Nachbargemeinde Niedermuhlern. Nebst dem eigentlichen Dorfkern gehört auch der südlich gelegene Dorfteil Borisried zu Oberbalm.

## Bevölkerung
| Jahr      | 1764 | 1850 | 1880 | 1900 | 1930 | 1950 | 1960 | 1970 | 1980 | 1990 | 2000 | 2022 |
| Einwohner | 607  | 1304 | 1212 | 1091 | 989  | 999  | 924  | 863  | 842  | 847  | 835  | 856  |

## Politik
Die Gemeindeversammlung ist die Legislative, der Gemeinderat die Exekutive von Oberbalm.
Bei den Nationalratswahlen 2023 betrugen die Wähleranteile in Oberbalm (in Klammern die Veränderung im Vergleich zu den Wahlen 2019 in Prozentpunkten): SVP 54,46 % (−1,22), SP 10,73 % (+3,32), Grüne 7,19 % (−1,38), Mitte 7,16 % (−1,89), glp 5,37 % (+1,14), EDU 5,23 % (+0,52), EVP 2,47 % (−0,01), FDP 2,19 % (−1,12), Aufrecht 2,2 % (+2,2), Weitere 3,00 % (−1,56).

## Wirtschaft
Wirtschaftlich ist Oberbalm nach wie vor stark landwirtschaftlich geprägt. Mehrheitlich sind Bauernbetriebe ansässig und landwirtschaftliche Infrastrukturbetriebe (Käserei).

### Verkehr
Über Strassen ist Oberbalm gut mit den umgebenden grösseren Orten und der Stadt Bern erschlossen. Zudem ist das Dorf mittels Postauto ans regionale Netz des öffentlichen Verkehrs angebunden.

## Kunst, Kultur, Bildung

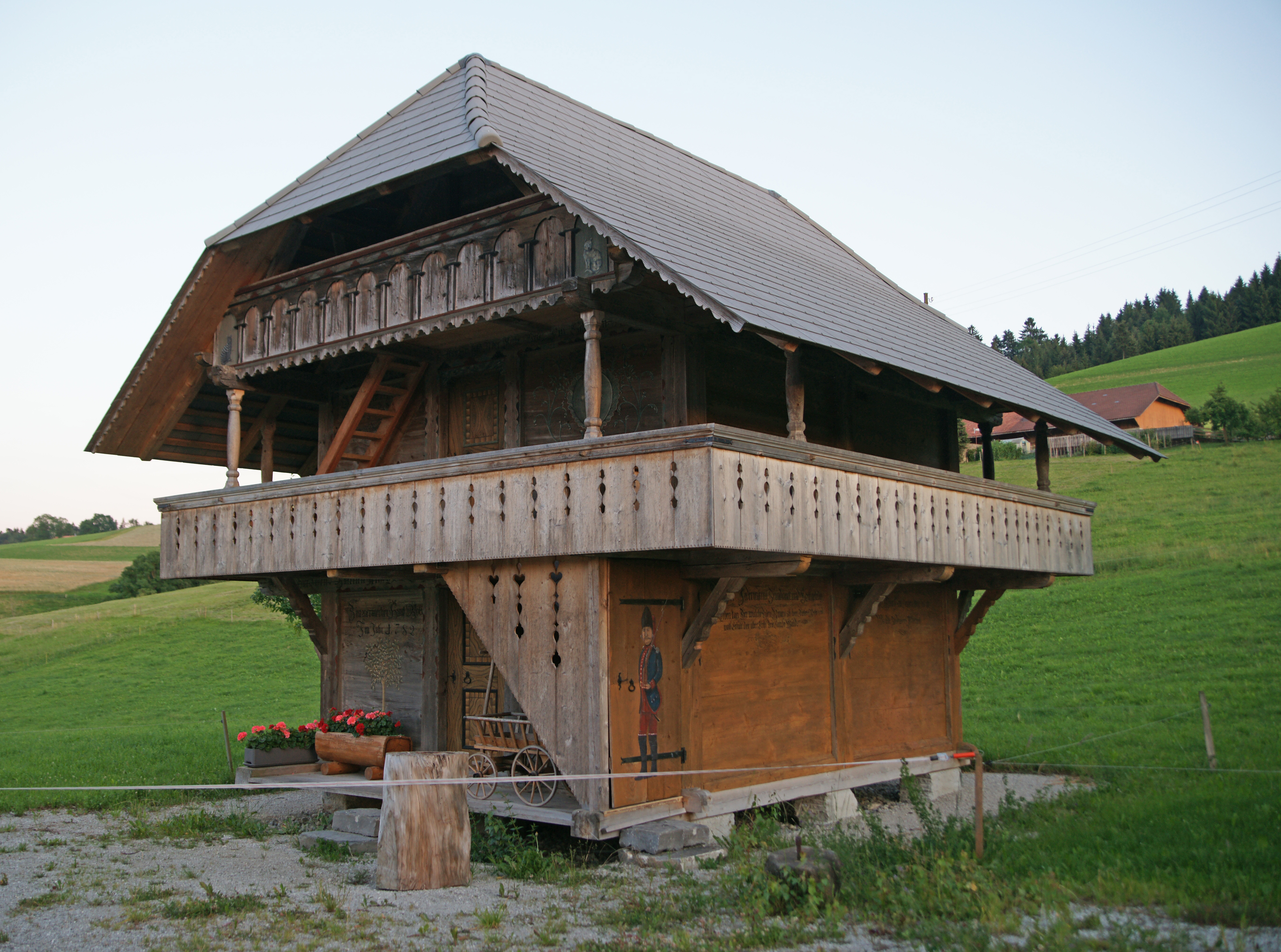
Ein Kulturgut von nationaler Bedeutung: der Speicher Horbermatt 114

In Oberbalm findet jeweils im Sommer auf dem Balmberg das Openair-Festival Outdoor Elch  (Rockmusik) statt. Oberbalm verfügt über eine Grundschule.
In Oberbalm befinden sich drei alte Landwirtschaftsgebäude, die in die Liste der Kulturgüter von nationaler Bedeutung aufgenommen wurden: ein Bauernhaus (Stöckli 203) und zwei Speicher (Horbermatt 114, Oberbalmstrasse 209 A).

### Kirche
Die reformierte Kirche, ehem. St. Sulpitius, liegt im Dorfzentrum Oberbalms. Von besonderem Interesse sind die Fresken aus der Zeit von 1470 bis 1480, die sich an den Wänden des Kirchenschiffs befinden. Zudem werden auch alte Wolfsnetze in der Kirche aufbewahrt. Es finden sich folgende Wappenscheiben in den Fenstern:
- Rudolf von Erlach, (* 1448, † 18. November 1507), Ritter, Vogt zu Erlach, Schultheiss zu Burgdorf, Schultheiss zu Bern[8]
- Figurenscheibe Stift St. Vinzenz Bern mit hl. Vinzenz
- 2 Stück Standesscheibe Bern
- Wappenscheibe Sebastian Im Haag (Imhag), (* 1560, † 6. August 1627), Venner zu Bern, Kirchmeyer, Rathausamman[9]
- Wappenscheibe Beat Ludwig May, (* 21. Februar 1639, † 1. Januar 1704), Berner Grossrat, Landvogt zu Schenkenberg und Morges[10]